# Aegomorphus cylindricus
Aegomorphus cylindricus es una especie de escarabajo longicornio del género Aegomorphus,  subfamilia Lamiinae. Fue descrita científicamente por Bates en 1861.
Se distribuye por América del Sur, en Argentina, Brasil y Paraguay. Mide 15-25 milímetros de longitud.